# Lista de jornais e revistas de Albergaria-a-Velha
Lista de jornais publicados no concelho de Albergaria-a-Velha. As informações foram recolhidas em monografias da autoria de António Pinho e de António Homem de Albuquerque Pinho, em periódicos e no blog sobre a temática.
As Revistas "Vouga" e "Brisa" chegaram  a ter divulgação nacional.

## Os Primeiros Jornais
- O Vesicatório  [1864-1864]
- Bouquet d'Angeja (Gazeta d'Angeja - a partir do nº20) [1887-1888]  Dir.Ricardo Souto
- Folha d' Albergaria  [1888-1888]  Dir.João Luiz de Resende
- O Movimento  [1888-1890]
- A Religião da Mulher  [1890-189.]  Dir.Maria Emilia de Oliveira
- O Clamor  [1891-1892]  Dir.João Luiz de Resende; editor Napoleão LF
- O Albergariense  [1892-1892]  Dir.José Augusto Henriques Pinheiro
- A Situação  [1892-189.]
- Correio de Albergaria  [1896-1899;1901-1911]  João Pinho (fundador e director); Dr. Eduardo Silva
- O Timbre
- Le Papillon  [.]
- A Voz d'Angeja  [1906-1910]  Dir.Camilo Rodrigues
- Mexeriqueiro
- O Pregoeiro Literário  [.]

## Jornais da República
- O Concelho d'Albergaria  [191.-1911]  Dir.José Nogueira Lemos
- Correio d'Angeja e Albergaria  [1911-1915]
- Jornal d' Albergaria  [1911-197.]
- O Progresso de Alquerubim (continuação do "Concelho") [1912-1913]  Dir.António Augusto de Miranda
- Gazeta de Albergaria  [1925-1932]
- O Despertar de Angeja  [1924-1925;1927]
- Povo de Angeja  [1924-1932]
- Vouga (Revista) [1931-1935]
- A Gazeta  [1934-1934]
- Beira-Vouga  [1941-1953]  Vasco de Lemos Mourisca
- Brisa  (Revista Cultural) [1946-1947]
- Arauto de Osseloa  [1972-197.]  Vasco de Lemos Mourisca
- Jornal de Albergaria  [1993-2011]  Dr. Mário Jorge

## Actuais
- Beira-Vouga  [1962-1991]  Fausto Meireles [198-1991]; Augusto Silva/Lino Vinhal [1991-activo]
- D'Angeja  [2004-activo]  Dir. Helena Vidinha
- Correio de Albergaria  [2012-activo]